# 扒原壳鲍鱼
扒原壳鲍鱼，为一道中国名菜，为鲁菜胶东派系的代表菜之一。主要原料为鲍鱼。

## 主要做法
此菜在制作时，首先将鲍鱼肉部分分离后制熟，然后洗净原有的鲍鱼壳，后将鲍鱼肉放入壳内。